# اچ‌ام‌اس مونمووث (۱۶۶۷)
اچ‌ام‌اس مونمووث (۱۶۶۷) (به انگلیسی: HMS Monmouth (1667)) یک کشتی بود که طول آن ۱۱۸ فوت ۹ اینچ (۳۶٫۲۰ متر) بود.